# Selbjørn
Selbjørn er den næststørste og sydligste ø i Austevoll kommune i Vestland fylke i Norge. Den har et areal på 25 km², og det højeste punkt er Kongsfjellet, der er 185 moh.
Syd for øen ligger Selbjørnsfjorden, som adskiller Austevoll og Fitjar kommuner. Frem til 1964 hørte den sydøstlige side af Selbjørn til Fitjar kommune, mens nordsiden var en del af Austevoll. Den største landsby på øen er Bekkjarvik, som er et gammelt handelssted med gæstgiveri. Andre bebyggelser er Salthella, Rabben, Grasdal og Gauksheim.
Selbjørn har broforbindelse fra Bekkjarvik til resten af Austevoll af Riksvei 546, som går via Selbjørn Bro over Bekkjarviksundet til Huftarøy. Fra Bekkjarvik går også vej  sydover til Gauksheim, og en anden  følger nordsiden af øen vestover til Salthella og videre over Stolmabroen over Stolmesund til naboøen Stolmen.

## Navnet Selbjørn
Tidligere navne på øen er Salbjorn i Snorri Sturlusons Yngre Edda og Fornmannasoger; I 1567 blev navnet skrevet Søldbiønn og i 1723 Sælbiørn.